# Filip III. Španski
Filip III. Španski (špansko Felipe III *14. april 1578, Madrid, † 31. marec 1621, Madrid), je bil španski in portugalski kralj od 13. septembra 1598 do svoje smrti pa tudi kralj Neaplja, Sicilije, Sardinije in milanski vojvoda. 
Član habsburške hiše se je Filip III. rodil v Madridu španskemu kralju Filipu II. in njegovi četrti ženi, nečakinji Ani, hčerki cesarja Svetega rimskega cesarstva Maksimilijana II. in Marije Španske. Filip III se je 18. aprila 1599 je v stolnici Svete Marije v Valenciji poročil s svojo sestrično nadvojvodinjo Margareto Avstrijsko, sestro Ferdinanda II., cesarja Svetega rimskega cesarstva. Pod njegovo vladavino je Španija dosegla največjo ozemeljsko širitev. 
Čeprav je v Španiji znan tudi kot Filip Pobožni, je bil Filipov politični sloves v tujini večinoma negativen. Zgodovinarji C. V. Wedgwood, R. Stradling in J. H. Elliott so ga opisali kot »neizrazitega in nepomembnega človeka«, »bednega monarha« in »bledo, anonimno bitje, katerega edina vrlina se je zdela prebivati v popolni odsotnosti slabosti«. Zlasti Filipovo zanašanje na svojega pokvarjenega glavnega ministra, vojvodo Lerma, je v tistem času in kasneje poželo veliko kritik. Za mnoge lahko propad Španije pripišemo gospodarskim težavam, ki so nastopile v prvih letih njegove vladavine. Kljub temu kot vladar Španskega imperija na njegovem vrhuncu in kot kralj, ki je dosegel začasni mir z Nizozemci (1609–1621) in Španijo s (sprva) izjemno uspešnim potegom popeljal v tridesetletno vojno (1618–1648). Filipova vladavina ostaja kritično obdobje v španski zgodovini.
Med njegovo vladavino je Španija vključila nekaj ozemelj v severnem delu Afrike in v Italiji ter dosegla raven kulturnega sijaja. Pax Hispanica je nastal zaradi ogromne širitve imperija in zaradi let miru v Evropi na začetku 17. stoletja, ki so Španiji omogočali izvajanje nadvlade brez vojn.

## Zgodnje življenje
Potem ko je starejši polbrat Filipa III. Don Carlos umrl nor, je njun oče Filip II. ugotovil, da je bil eden od vzrokov za Carlosovo stanje vpliv sprtih frakcij na španskem dvoru. Verjel je, da je to močno vplivalo na Carlosovo izobrazbo in vzgojo, kar je povzročilo njegovo norost in neposlušnost, zato se je namenil posvetiti veliko večjo pozornost ureditvam za svoje poznejše sinove. Filip II. je imenoval Juana de Zúñigo, takratnega guvernerja princa Diega, da nadaljuje to vlogo za Filipa in izbral García de Loaysa za učitelja. Pridružil se jim je Cristóbal de Moura, tesni zagovornik Filipa II. Filip je verjel, da bosta skupaj zagotovila dosledno in stabilno vzgojo princa Filipa in zagotovila, da se bo izognil enaki usodi kot Carlos. Filipova izobrazba je sledila modelu kraljevih princev, ki ga je določil oče Juan de Mariana, s poudarkom na uvedbi omejitev in spodbujanju oblikovanja osebnosti posameznika v zgodnjem otroštvu, s ciljem osvoboditi kralja, ki ni bil niti tiranski niti pretirano podvržen vpliv njegovih dvorjanov.
Zdi se, da je bil princ Filip na splošno všeč svojim sodobnikom: »dinamičen, dobrodušen in resen«, primerno pobožen, »živahnega telesa in mirnega značaja«, čeprav relativno šibke konstitucije. Primerjava s spominom na neposlušnega in nazadnje norega Carlosa je bila običajno pozitivna, čeprav so nekateri komentirali, da se je princ Filip zdel manj inteligenten in politično kompetenten kot njegov pokojni brat. Čeprav se je Filip izobraževal v latinščini, francoščini, portugalščini in astronomiji ter se zdi, da je bil kompetenten jezikoslovec, novejši zgodovinarji domnevajo, da se je večina njegovih mentorjev osredotočala na Filipovo nedvomno prijetno, pobožno in spoštljivo naravo, da bi se izognil poročanju da, ne glede na jezike, v resnici ni bil posebej inteligenten ali akademsko nadarjen. Kljub temu se zdi, da Filip ni bil naiven – njegovo dopisovanje hčeram kaže izrazito previdnost v njegovih nasvetih o soočanju z dvornimi spletkami.
Fhilip je v zgodnjih najstniških letih prvič srečal markiza Denia – bodočega vojvodo Lerma – takrat gospoda v kraljevi komori. Lerma in Filip sta postala tesna prijatelja, vendar so kraljevi in Filipovi učitelji Lerma smatrali za neprimernega. Lerma je bil leta 1595 poslan v Valencio kot podkralj z namenom odstraniti Filipa izpod njegovega vpliva, a ko se je Lerma skliceval na slabo zdravje, so mu dovolili, da se vrne dve leti pozneje. Kralja Filipa II., ki je bil do tedaj tudi sam slabega zdravja, je vse bolj skrbelo zaradi prinčeve prihodnosti, zato je de Mouro poskušal uveljaviti kot bodočega, zaupanja vrednega svetovalca svojega sina, s čimer je okrepil de Loaysin položaj z imenovanjem za nadškofa. Princ je dobil novega, konservativnega dominikanskega spovednika. Naslednje leto je Filip II. umrl po težki bolezni in prepustil špansko cesarstvo svojemu sinu (in vnuku), kralju Filipu III.

## Vera, Filip in vloga žensk na dvoru
Filip se je poročil s svojo sestrično, Margareto Avstrijsko, 18. aprila 1599, leto dni po tem, ko je postal kralj. Margareta, sestra bodočega cesarja Ferdinanda II., bi bila ena od treh žensk na Filipovem dvoru, ki so imele velik vpliv na kralja. Sodobniki so imeli Margareto za izjemno pobožno – v nekaterih primerih pretirano pobožno in preveč pod vplivom Cerkve – za »bistroumno in zelo spretno« v svojih političnih odnosih, čeprav je bila »melanholična« in nezadovoljna zaradi vpliva vojvode Lerma nad njenim možem na dvoru. Margareta je nadaljevala bitko z Lermo za vpliv vse do svoje smrti leta 1611. Filip je imel z Margareto 'ljubeč, tesen odnos' in ji je posvečal dodatno pozornost, ko mu je leta 1605 rodila sina.
Margareta je skupaj s Filipovo babico/teto, cesarico Marijo Avstrijsko, predstavnico na španskem dvoru – in nadvojvodinjo Margareto Avstrijsko, Marijino hčerko – oblikovala močan, brezkompromisen katoliški in proavstrijski glas v Filipovem življenju. Uspelo jim je bilo na primer prepričati Filipa, da je od leta 1600 dalje finančno podpiral Ferdinanda. Filip je vztrajno pridobival druge verske svetovalce. Oče Juan de Santa Maria – spovednik Filipove hčerke, doñe Marie, je imel po mnenju sodobnikov pretiran vpliv na Filipa ob koncu njegovega življenja in tako njemu kot Luisu de Aliagi, Filipovemu lastnemu spovedniku, so pripisovali, da je vplival na strmoglavljenje Lerme leta 1618. Podobno je bila Mariana de San Jose, priljubljena nuna kraljice Margarete, prav tako kritizirana zaradi njenega poznejšega vpliva na kraljeva dejanja.

## Slog vladanja
Španska krona je takrat vladala po sistemu kraljevih svetov. Najpomembnejši med njimi so bili Državni sveti in njemu podrejeni Svet za vojno, ki ju je podpiralo sedem strokovnih svetov za različne regije in štirje specializirani sveti za inkvizicijo, vojaški red, finance in križarski davek. Te svete so nato po potrebi dopolnili z majhnimi odbori ali huntami, kot je bila 'nočna hunta', prek katere je proti koncu svoje vladavine Filip II. izvajal osebno oblast. Glede na politiko se je Filip poskušal izogniti imenovanju velikašev na glavne položaje v svoji vladi in se je močno zanašal na nižje plemiče, tako imenovano 'službeno' plemstvo. Filip II. je prevzel tradicionalni sistem svetov in zanje uporabil visoko stopnjo osebnega nadzora, zlasti v zadevah papirologije, česar ni želel prenesti - rezultat je bil "težak" proces. Za njegove sodobnike je bila stopnja njegovega osebnega nadzora pretirana; njegova 'samouvedena vloga glavnega pisarja španskega imperija' se ni zdela povsem primerna. Filip se je začel ukvarjati s praktično vlado pri 15 letih, ko se je pridružil zasebnemu odboru Filipa II.
Videti je, da je pristop Filipa III. k vladi izhajal iz treh glavnih dejavnikov. Prvič, nanj so močno vplivale eirenične ideje, ki so krožile v italijanskih krogih kot odziv na nove humanistične teorije vladanja, ki jih je tipiziral Machiavelli. Pisatelji, kot je Girolamo Frachetta, ki je postal Filipov poseben ljubljenec, so propagirali konzervativno definicijo 'državnega razloga', ki je bila osredotočena na knežjo preudarnost in strogo poslušnost zakonom in običajem države, ki ji je vladal. Drugič, Filip je morda delil Lermovo mnenje, da se je vladni sistem Filipa II. hitro izkazal za nepraktičnega in je po nepotrebnem izključeval velike plemiče kraljestev – v zadnjih desetletjih očetovega življenja je močno škripalo. Nazadnje sta Filipova lastna osebnost in njegovo prijateljstvo z Lermo močno oblikovala njegov pristop k oblikovanju politike. Rezultat je bil radikalen premik v vlogi krone v vladi od modela Filipa II.

### Vojvoda Lerma kot valido
V nekaj urah po tem, ko se je Filip povzpel na prestol, je novi kralj Lermo imenoval za kraljevega svetovalca in začel se je uveljavljati kot polnopravni valido ali kraljevi ljubljenec. Lerma, ki je bil pravočasno razglašen za vojvodo, se je postavil za vrata do kralja. Filip je naročil, da morajo vse vladne zadeve prispeti v pisni obliki in jih kanalizirati prek Lerme, preden pridejo do njega. Medtem ko Filip ni bil zelo dejaven v vladi na druge načine, se zdi, da jih je, ko so ti memorandumi ali posvetovanja dosegli, vztrajno komentiral. Razprave v kraljevih svetih so se zdaj začele samo po pisnem navodilu kralja - spet prek Lerme. Vsi člani kraljevih svetov so imeli ukaz, naj ohranijo popolno transparentnost z Lermo kot kraljevim osebnim predstavnikom; dejansko je leta 1612 Filip svetom ukazal, naj ubogajo Lermo, kot da bi bil kralj. Stopnja, do katere je Lerma sam igral aktivno vlogo v vladi, je bila sporna. Sodobniki so bili nagnjeni k temu, da so videli Lermovo roko v vsakem dejanju vlade; drugi so od takrat menili, da Lerma nima 'niti temperamenta niti energije', da bi se močno vsiljeval dejanjem vlade; spet drugi menijo, da se je Lerma skrbno udeleževal samo tistih državnih svetov, ki so obravnavali zadeve velikega pomena za kralja in ustvarjal prostor za širšo profesionalizacijo vlade, ki je manjkala pod Filipom II.
Ta novi sistem vladanja je zelo hitro postal vse bolj nepriljubljen. Nova zamisel o validu, ki izvaja oblast, je bila v nasprotju z dolgoletnim ljudskim pojmovanjem, da bi moral kralj svoja pooblastila izvajati osebno, ne prek koga drugega. Kmalu je bil aparat španske vlade napolnjen z Lerminimi sorodniki, služabniki in političnimi prijatelji, z izključitvijo drugih. Lerma se je odzval tako, da je dodatno omejil svojo javno vidnost v politiki, se izogibal osebnemu podpisovanju in pisanju dokumentov in nenehno poudarjal, da je ponižno delal samo v imenu svojega gospodarja Filipa III.

### Cesarski prokonzuli
De Lermina vloga kraljevega favorita na dvoru je bila dodatno zapletena zaradi vzpona različnih 'prokonzulov' pod vladavino Filipa III. - pomembnih španskih predstavnikov v tujini, ki so začeli izvajati neodvisno presojo in celo neodvisno politiko v odsotnosti močnega vodstva iz centra. Izzivi za vladno komunikacijo v tem obdobju so spodbudili vidike tega, vendar je bil pojav veliko bolj izrazit pod Filipom III. kot v času vladavine njegovega očeta ali sina.
Na Nizozemskem je njegov oče Filip II. svoja preostala ozemlja v Nizozemskih deželah zapustil svoji hčerki Izabelli Španski in njenemu možu, nadvojvodi Albertu, pod pogojem, da se provinca vrne španski kroni, če umre brez dedičev. Glede na to, da je bila Izabela razvpito brez otrok, je bilo jasno, da je bil to le začasen ukrep in da je Filip II. predvidel zgodnjo revizijo Filipa III. Posledično se bo Filipova zunanja politika na Nizozemskem izvajala prek močnih nadvojvod, vendar ob zavedanju, da se bo španska Nizozemska na koncu vrnila k njemu kot kralju. Medtem naj bi v Italiji rojeni Ambrogio Spinola opravljal ključno vlogo španskega generala v vojski Flandrije. Potem ko je Spinola pokazal svojo vojaško moč pri obleganju Ostendeja leta 1603, je Spinola hitro začel predlagati in izvajati politike skoraj neodvisno od osrednjih svetov v Madridu, nekako mu je uspelo doseči vojaške zmage tudi brez osrednjega financiranja iz Španije. De Lerma ni bil prepričan, kako ravnati s Spinolo; po eni strani je de Lerma nujno potreboval uspešnega vojaškega poveljnika na Nizozemskem - po drugi pa je de Lerma preziral Spinolino razmeroma nizko poreklo in se bal njegovega potenciala, da destabilizira de Lerma na dvoru. V letih, ki so privedla do izbruha vojne leta 1618, je Spinola delal na izdelavi načrta za končen poraz Nizozemcev, ki je vključeval intervencijo v Porenju, ki so ji sledile nove sovražnosti, katerih cilj je bil presekati Nizozemce na dvoje: takrat prikazano kot 'pajka v mreži' katoliške politike v regiji, je Spinola deloval brez pomembnega posvetovanja s Filipom v Madridu.
V Italiji se je pojavila vzporedna situacija. Grof Fuentes je kot guverner Lombardije izkoristil pomanjkanje navodil iz Madrida za izvajanje lastne zelo intervencionistične politike po severni Italiji, vključno z dajanjem neodvisnih ponudb za podporo papeštvu z napadom na Beneško republiko leta 1607. Fuentes je ostal na oblasti in sledil svoji politiki do svoje smrti. Markiz Villafranca je kot guverner Milana podobno močno presojal o zunanji politiki. Vojvoda Osuna, ki se je kot tesen zaveznik Lerma poročil z družino Sandovel, je proti koncu Filipove vladavine spet pokazal pomembno neodvisnost kot neapeljski podkralj. V povezavi s španskim veleposlanikom v Benetkah, vplivnim markizom Bedmarjem, je Osuna zasledoval politiko zbiranja obsežne vojske, prestrezanja beneškega ladijskega prometa in uvedbe dovolj visokih davkov, da so se začele pojavljati grožnje z uporom. Da bi zadeve še poslabšali, je bilo ugotovljeno, da je Osuna lokalnim Neapeljčanom preprečil, da bi vložili peticijo proti Filipu III., naj se pritoži. Osuna je padel z oblasti šele, ko je de Lerma izgubil svojo kraljevo naklonjenost in je Osunov negativen vpliv na Filipove načrte za posredovanje v Nemčiji postal nevzdržen.

### Padec Lerme
Od leta 1612 dalje, vsekakor pa do leta 1617, je uprava Lerme propadala. Monopol oblasti v rokah družine Lerma Sandoval je ustvaril številne sovražnike; Lermino osebno obogatitev na položaju je postalo škandal; njegovo ekstravagantno trošenje in osebni dolgovi so začeli vznemirjati njegovega lastnega sina, Cristóbala de Sandovala, vojvodo Uceda; nazadnje je deset let tihe diplomacije očetov Luisa de Aliage, Filipovega spovednika in Juana de Santa Marie, spovednika Filipove hčerke in nekdanjega klienta kraljice Margarete, začel izvajati osebni in verski pritisk na kralja, da bi spremenil svoje način vladanja. Kljub temu je Filip ostal blizu Lermi in ga podpiral, da je marca 1618 pod papežem Pavlom V. postal kardinal, položaj, ki bi Lermi ponudil nekaj zaščite, ko je njegova vlada propadla.
Lerma je padel v zavezništvo interesov – Uceda, njegov sin, je vodil napad, da bi zaščitil svoje prihodnje interese, v zavezništvu z don Baltasarjem de Zúñigo, plemičem z dobrimi povezavami z ozadjem v diplomaciji po vsej Evropi, čigar nečak Olivares je bil blizu prestolonasledniku, princu Filipu. Lerma je odšel na svoj vojvodski sedež in Filip šest tednov ni storil ničesar; nato je oktobra Filip podpisal dekret, s katerim se je odpovedal pristojnostim svojega prejšnjega valida in napovedal, da bo vladal osebno. Uceda je sprva prevzel vlogo glavnega glasnika na dvoru, vendar brez obsežnih pooblastil svojega očeta, medtem ko je De Zúñiga postal Filipov minister za zunanje in vojaške zadeve. Filip, čeprav ni bil pripravljen nadaljevati proti Lermi, je politično simbolično ukrepal proti Lerminemu nekdanjemu tajniku Rodrigu Calderónu, simbolu prejšnje uprave. Calderóna, osumljenega, da je leta 1611 s čarovništvom ubil Filipovo ženo kraljico Margareto, je Filip nazadnje mučil in nato usmrtil zaradi bolj verjetnega umora vojaka Francisca de Juarasa.

## Notranja politika
Takoj ob prihodu na prestol je monarh prepustil oblast Franciscu de Sandovalu, ki je bil leta 1599 imenovan kot vojvoda Lerma. Slednji dela ni izvajal na podlagi uradnega položaja, temveč zaradi prijateljstva in zaupanja, ki mu ga je podelil kralj. 
Politika vojvode Lerma je bila usmerjena v ohranjanje mednarodnega miru in v izgon Mavrov. Imel je tudi željo po osebni obogatitvi. Na verskem področju se je s Filipom III. močno povečalo število samostanov. 
Skozi celotno vladavino so si sledile institucionalne reforme, da bi rešile probleme korupcije in neučinkovitost, ki so prizadeli upravo monarhije. 
Zaradi finančnih težav, ki so se vlekle že od prejšnje vladavine, je bil kralj odvisen od Las Cortes - svetov, s katerimi se je moral sestajati pogosteje kot njegovi predhodniki, da bi mu zagotovili bistvena sredstva, namenjena vzdrževanju zunanjega delovanja monarhije.

### Izgon Mavrov (1609-1610)
Ena prvih Filipovih domačih sprememb je bila izdaja odloka leta 1609 o izgonu Moriskov - Mavrov iz Španije, ki je časovno sovpadal z razglasitvijo premirja v vojni za Nizozemsko. Moriski so bili potomci tistih muslimanov, ki so se med rekonkvisto prejšnjih stoletij spreobrnili h krščanstvu; kljub spreobrnjenju so obdržali značilno kulturo, vključno z mnogimi islamskimi praksami. Filip II. je odpravo moriške grožnje postavil za ključni del svoje domače strategije na jugu in poskušal z asimilacijsko kampanjo v 1560-ih, kar je povzročilo upor, ki se je končal leta 1570. V zadnjih letih svoje vladavine je Filipov oče znova okrepil prizadevanja za spreobrnitev in asimilacijo Moriskov, toda s skoraj 200.000 samo na jugu Španije je bilo v zgodnjih letih novega stoletja jasno, da ta politika ne uspe.
Zamisel o popolnem čiščenju Španije Moriskov je predlagal Juan de Ribera, nadškof in podkralj Valencie, čigar pogledi so vplivali na Filipa III. Filipov morebitni dekret o izgonu narodnosti, ki je v Španiji živela več kot 800 let in se je vanjo asimilirala, je temeljil manj na doktrinarnih kot finančnih razlogih – zaplemba »bogastva« Moriskov – kar je povzročilo ljubosumje in zamero drugih kristjanov v Španiji, predvsem v Valencii. Finančno je kraljeva zakladnica lahko pridobila z zasegom premoženja odseljenih ljudstev, medtem ko bi sčasoma tisti, ki so bili blizu krone, imeli koristi od poceni zemlje ali daril posestev. Ocene se nekoliko razlikujejo, vendar je bilo med letoma 1609 in 1614 iz Španije izgnanih okoli 275.000 do več kot 300.000 Moriskov. Da bi to dosegli, so mobilizirali armado ali mornarico in 30.000 vojakov, da bi prepeljali družine v Tunizijo ali Maroko. Filip je posegel v problematično odločitev, kaj storiti z moriškimi otroki – ali naj jim dovolijo, da jih odpeljejo v islamske države, kjer bi jih vzgajali kot muslimane – in če naj ostanejo v Španiji, kaj naj storijo z njimi? Filip je paternalistično odredil, da otrok Moriščanov, mlajših od sedem let, ne smejo odpeljati v islamske države, vendar da morajo biti vsi otroci, ki ostanejo v Valenciji, osvobojeni grožnje zasužnjenja in zavrnil nekatere bolj skrajne Riberine predloge.
Čeprav je bil takrat priljubljen in v skladu s prejšnjimi politikami, je ta ukrep znatno škodoval gospodarstvom Kraljevine Valencije, Aragonije in Murcije. Ponudba poceni delovne sile in število lastnikov nepremičnin, ki so plačevali najemnino, sta se na teh območjih močno zmanjšala, prav tako kmetijska proizvodnja. Pridelovanje sladkornega trsa in riža so morali nadomestiti bela murva, vinogradi in pšenica.

## Zunanja politika
Čeprav je vladavina Filipa III. izstopala po mednarodnem miru, je Španija imela več odprtih front: Osmanske Turke, Beneško republiko in Savojsko vojvodino. V Severni Ameriki se je vladavina poglobila v španska osvajanja severno od Floride. 
Leta 1610 je Mauli Ech Cheich mesto Larache prodal Filipu III. kot nadomestilo za njegovo pomoč v vojni za nasledstvo na prestolu. Med letom 1610 in 1689 je Španija zasedala omejeno mesto z namenom, da bi opazovala premike piratov na tem območju. Leta 1614 je Španija pridobila tudi mesto La Mamora.

### Čile
V Ameriki je Filip podedoval težke razmere v Čilu, kjer je divjala vojna Arauco in tamkajšnjimi Mapuči, ki jim je uspelo uničiti sedem španskih mest (1598–1604). Po oceni Alonsa Gonzáleza de Nájere je bilo število ubitih 3000 španskih naseljencev in 500 Špank, ki so jih Mapuči odpeljali v ujetništvo. V maščevanje je Filip leta 1608 preklical prepoved zasužnjevanja Indijancev, ujetih v vojni. Ta odlok je bil zlorabljen, ko so ga španski naseljenci v arhipelagu Chiloé uporabili za opravičevanje napadov sužnjev na skupine, kot je Chono iz severozahodne Patagonije, ki nikoli niso bile pod špansko oblastjo in se niso nikoli uprle.
Jezuitski misijonar Luis de Valdivia je verjel, da se Mapuči lahko prostovoljno spreobrnejo v krščanstvo le, če bo mir. Da bi zmanjšal sovražnosti, je Valdivia v pismu Filipu predlagal obrambno vojno. Kralj je idejo podprl in leta 1612 izdal odlok, ki je leta 1612 uvedel obrambno vojno kot uradno politiko. Do začetka obrambne vojne je vojna med Španci in Mapuči trajala že 70 let.
Te politike niso bile brez kritike. Maestre de campo in corregidor Concepción Santiago de Tesillo sta trdila, da je obrambna vojna dala Mapučem prepotreben oddih, da so obnovili svoje sile, ki bi jim moral biti zavrnjen. Real Audiencia iz Santiaga je v 1650-ih menila, da je suženjstvo Mapučev eden od razlogov za stalno vojno med Španci in Mapuči.

### Anglija
Ko leta 1599 Filip III. prevzame prestol, se vojna proti Angliji nadaljuje in flota 50 ladij pod vodstvom Martína Padille je bila poslana za napad obal protestantske Anglije, glede na uspeh odprave v Cornwallu leta 1595, vendar je nevihta popolnoma uničila floto, še pred prihodom na Azorske otoke. Poleg tega, leta 1601 odide vojaška ekspedicija, da bi pomagala katoličanom na Irskem pri osamosvojitvi od Anglije, kar je povzročilo bitko pri Kinsaleu.

### Francija
Čeprav se odnos vladavine Filipa III. in francoske vladavine Henrika IV. začne z vnaprej podpisanim mirom, je Henrik leta 1610 ubit, med pripravljanjem kampanje proti Španiji v Italiji. To povzroči obdobje nestabilnosti v francoskem kraljestvu. 
Na ta način je bil mir, ki ga je Filip II. sklenil v zadnjih trenutkih (Vervins, 1598), utrjen leta 1615 s porokami francoskega kralja s špansko infantko Ano Avstrijsko, ter prestolonaslednika Španije, bodočega Filipa IV. z Isabel de Borbón.

## Družina
Filip III. in kraljica Margarita Avstrijsko-Štajerska sta imela osem otrok: 
- Ana Marija Mavricija Avstrijska
- Marija Avstrijska
- Filip, bodoči Filip IV.
- Marija Ana Avstrijska
- Karel Avstrijski
- Ferdinand Avstrijski
- Margarita Avstrijska
- Alfosno Avstrijski